# Everybody’s Rockin’

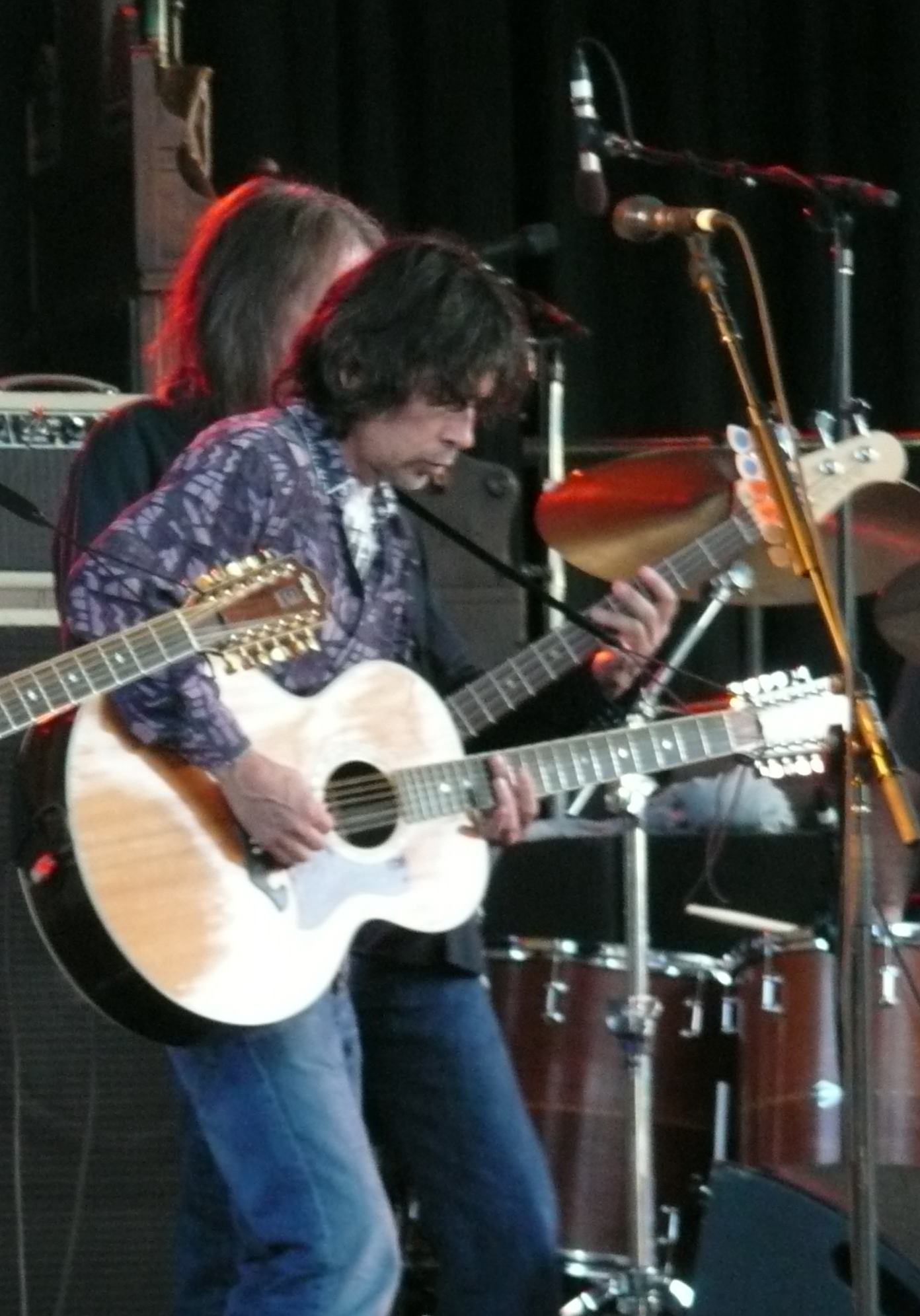
Anthony Crawford (Backing Vocals auf Everybody’s Rockin’) am 19. Juni 2009

Everybody’s Rockin’ ist ein Album von Neil Young aus dem Jahr 1983.
Neil Young nahm das Album mit der Band The Shocking Pinks auf, die einzig für diese Aufnahmen existierte, und man spielte ein Rockabilly-Album mit Eigenkompositionen und Cover-Versionen ein. Obwohl es ein für Neil Young untypisches Album ist, reflektiert es doch seine Experimentierfreude in den 1980ern, einem Jahrzehnt, in dem er sich in verschiedenen Genres ausprobierte. So war das Vorgängeralbum Trans ein Elektro-Rock-Album, während das darauf folgende Album Old Ways traditionell angelegten Country enthält.
Everybody’s Rockin’ ist mit einer Länge von 24:55 Minuten Youngs bislang kürzestes Album. Aus einem Mojo-Interview aus den 1990er Jahren ging hervor, dass für das Album noch die Songs Get Gone und Don’t Take Your Love Away from Me vorgesehen waren. Sie konnten aber wegen der destruktiven Haltung von Geffen Records bezüglich weiterer Sessions nicht realisiert werden und wurden später auf dem Album Lucky Thirteen veröffentlicht.
Geffen machte Youngs Experimentierfreude auf diesem Album wie auch auf Trans für seinen Misserfolg verantwortlich, was nach Youngs Angaben die Band R.E.M. davon abgehalten habe, mit Geffen einen Vertrag abzuschließen.
Den Song Wonderin’ schrieb Young bereits zur Zeit seines 1970er Albums After the Gold Rush. Er spielte den Song bereits 1970 akustisch und später mit seiner Band Crazy Horse elektrisch (einer dieser Auftritte ist auf Live at the Fillmore East).

## Titelliste (Originalalbum)
Seite 1:
1. Betty Lou’s Got a New Pair of Shoes (Bobby Freeman) – 3:02
2. Rainin’ in My Heart (Slim Harpo/Jerry West) – 2:11
3. Payola Blues (Ben Keith/Neil Young) – 3:09
4. Wonderin’ (Young) – 2:59
5. Kinda Fonda Wanda (Tim Drummond/Young) – 1:51

Seite 2:
1. Jellyroll Man (Young) – 2:00
2. Bright Lights, Big City (Jimmy Reed) – 2:18
3. Cry, Cry, Cry (Young) – 2:39
4. Mystery Train (Junior Parker/Sam Phillips) – 2:47
5. Everybody’s Rockin’ (Young) – 1:57